# Арон Бек
Арон Темкин Бек (Провиденс, 18. јул 1921 — Филаделфија, 1. новембар 2021) био је амерички психијатар који је био професор на одељењу за психијатрију на Универзитету Пенсилваније. Сматра се оцем когнитивне терапије и когнитивно-бихејвиоралне терапије (КБТ). Његове пионирске методе се широко користе у лечењу клиничке депресије и разних анксиозних поремећаја. Бек је такође развио мере самопроцене депресије и анксиозности, посебно Беков инвентар депресије, који је постао један од најчешће коришћених инструмената за мерење тежине депресије. Године 1994, он и његова ћерка, психологиња Џудит С. Бек, основали су непрофитну организацију Беков институт за когнитивно-бихејвиоралну терапију, која пружа КБТ третман и обуку, као и истраживања. Бек је био почасни председник организације све до своје смрти.
Бек је био познат по својим списима о психотерапији, психопатологији, самоубиству и психометрији. Објавио је више од 600 стручних чланака у часописима и аутор је или коаутор 25 књига. Часопис The American Psychologist га је у јулу 1989. године прогласио једним од „Американаца у историји који су обликовали лице америчке психијатрије“ и једним од „пет најутицајнијих психотерапеута свих времена“.

## Рани живот и образовање
Арон Темкин Бек је рођен у Провиденсу, Роуд Ајланд, 18. јула 1921. године. Био је најмлађи од четворо децеЕлизабет Темкин и Харија Бека, јеврејских имиграната из Украјине. Хари је радио као штампар, а Елизабетина породица је пронашла финансијски успех у велепродаји дувана. Породица је припадала успонској авангарди источноевропско-јеврејске имигрантске заједнице у Провиденсу. У време Ароновог рођења, Тепородица је живела „удобним начином живота ниже средње класе“ и били су у процесу насељавања на источној страни Провиденса. Године 1923, када је Арон имао две године, породица је купила кућу у градском насељу Блекстоун.
Бек је похађао гимназију Џон Хауланд, основну школу Нејтан Бишоп и средњу школу Хоуп Стрит, где је дипломирао као најбољи студент 1938. године. Као адолесцент, Бек је сањао да постане новинар. Бек је уписао Универзитет Браун, где је дипломирао са одличним успехом 1942. године. На Брауну је изабран за члана друштва Фи Бета Капа, био је помоћник уредника листа The Brown Daily Herald и добио је стипендију Франсиса Вејланда, награду Вилијама Гастона за изврсност у говорништву и награду Фила Шермана Бенета за писање есеја. Бек је похађао медицински факултет Јејл, планирајући да постане интерниста и ради у приватној пракси у Провиденсу. Дипломирао је на Јејлу са звањем доктора медицине 1946. године.

## Каријера
Након што је стекао звање доктора медицине, Бек је завршио шестомесечну специјализацију из патологије у болници Роуд Ајленд и трогодишњу специјализацију из неурологије у болници Cushing Veterans Administration у Фрамингхаму, Масачусетс. Током овог периода, Бек је почео да се специјализује за неурологију, наводно му се допала прецизност њених процедура. Међутим, због недостатка специјализаната психијатрије, наложено му је да обави шестомесечну ротацију у тој области, и постао је апсорбован психоанализом, упркос почетној опрезности.
Након што је завршио медицинске стажове и специјализације од 1946. до 1950. године, Бек је постао стручњак за психијатрију у Центру Остен Ригс, приватној психијатријској болници у планинама Стокбриџа, Масачусетс, до 1952. године. У то време, то је био центар его психологије са необичним степеном сарадње између психијатара и психолога, укључујући Дејвида Рапапорта.
Бек је потом завршио војну службу као помоћник шефа неуропсихијатрије у војној болници Вали Форџ у Војсци Сједињених Америчких Држава.

### Пен психијатрија
Бек се потом придружио Одељењу за психијатрију на Универзитету Пенсилваније 1954. године. Шеф катедре био је Кенет Елмејкер Апел, психоаналитичар који је био председник Америчког психијатријског удружења, чији су напори да прошире присуство и повезаност психијатрије имали велики утицај на Бекову каријеру. Истовремено, Бек је започео формалну обуку из психоанализе на Филаделфијском институту Америчког психоаналитичког удружења.
Беков најближи колега био је Марвин Штајн, пријатељ још из дана у војној болници, коме се Бек дивио због његове научне строгости у психонеуроимунологији. Беково прво истраживање било је са Леоном Џ. Солом, психоаналитичарем познатим по необичним методама као што су терапија телефоном или задавање домаћих задатака, који је развио упитнике за квантификовање процеса ега у манифестном садржају снова (оно што сањач може директно да пријави). Бек и један постдипломац развили су нови инвентар који су користили за процену „мазохистичког“ непријатељства у манифестним сновима, објављен 1959. године. Ова студија је открила теме губитка и одбацивања повезане са депресијом, а не обрнуто непријатељство како је предвиђала психоанализа. Развијајући рад уз финансирање Националног института за ментално здравље, Бек је осмислио оно што ће назвати Беков инвентар депресије, који је објавио 1961. године и убрзо почео да га продаје, без подршке компаније Апел. У другом експерименту, открио је да депресивни пацијенти траже охрабрење или побољшање након неодобравања, уместо да траже патњу и неуспех, како је предвиђала Фројдова теорија окренутости ка унутра.
Током педесетих година 20. века, Бек се придржавао психоаналитичких теорија одељења, док је истовремено експериментисао и гајио личне сумње. Међутим, 1961. године, контроверза око тога кога именовати за новог шефа катедре за психијатрију, тачније, жестоко психоаналитичко противљење фаворизованом избору биомедицинског истраживача Илаја Робинса, довело је ствари до врхунца, раног сукоба у националном померању моћи од психоанализе. Бек је покушао да остане неутралан и, заједно са Албертом Џ. Станкардом, противио се петицији за блокирање Робинса. Станкард, бихејвиориста који се специјализовао за гојазност и који је напустио психоаналитичку обуку, на крају је именован за шефа одељења упркос сталном противљењу у које Бек поново није хтео да се укључи, што га је довело у оштар сукоб са његовим пријатељем Штајном.
Поред тога, упркос томе што је завршио студије у Филаделфији, Амерички психоаналитички институт је 1960. године одбио Беков захтев за чланство, скептичан према његовим тврдњама о успеху релативно кратке терапије и саветујући му да спроводи даљу надгледану терапију у напреднијим или завршним фазама случаја, а поново 1961. године када то није учинио, али је представио свој клинички и истраживачки рад. Таква одлагања била су тактика коју је институт користио да би одржао ортодоксу у настави, али Бек то у то време није знао и описао је одлуку као глупу и наивну.

### Приватна пракса
Бек је 1962. године затражио одмор и одлучио је да се бави приватном праксом пет година. Исте године, већ је правио белешке о обрасцима мисли код депресије, наглашавајући оно што свако може да посматра и тестира и лечи у садашњости. Заинтересовала га је теорија личних конструкта Џорџа Келија и шеме Жана Пијажеа. Бекови први чланци о когнитивној теорији депресије, објављени 1963. и 1964. године у Архиви опште психијатрије, задржали су психијатријски контекст его психологије, али су се затим окренули концептима реалистичног и научног размишљања у смислу нове когнитивне психологије, што је постало терапеутска потреба.
Бекове свеске су такође биле испуњене самоанализом, где је најмање два пута дневно током неколико година записивао своје „негативне“ (касније „аутоматске“) мисли, оцењене процентилним резултатом веровања, класификоване и реструктуриране.
Психолог који ће постати најважнији за Бека био је Алберт Елис, чија се вера у психоанализу распала до 1950-их. Почео је да представља своју „рационалну терапију“ средином 1950-их. Бек се присетио да га је Елис контактирао средином 1960-их након његова два чланка у Архиви опште психијатрије, и стога је открио да је Елис развио богату теорију и прагматичну терапију коју је могао донекле да користи као оквир спојен са својим, иако му се није допала Елисова техника да пацијентима говори шта мисли да се дешава, уместо да помогне клијенту да сам емпиријски научи. Психоаналитичар Џералд Е. Кочански је 1975. године у рецензији једне од Бекових књига приметио да више не може да разазна да ли је Бек психоаналитичар или Елисов поклоник. Бек је истакао класични филозофски Сократов метод као инспирацију, док је Елис истакао расправу за коју је рекао да није антиемпиријска и да је људе учила како да се расправљају интерно. И Бек и Елис су наводили аспекте древног филозофског система стоицизма као претечу својих идеја. Бек је навео Епиктета као утицај стоицизма.
Године 1967, када је поново постао активан на Универзитету Пенсилваније, Бек је и даље описивао себе и своју нову терапију (као што је увек тихо чинио) као неофројдовску у школи его психологије, иако фокусирану на интеракције са околином, а не на унутрашње нагоне. Понудио је рад когнитивне терапије као релативно „неутралан“ простор и мост ка психологији. Према речима историчарке Рејчел Рознер, са монографијом о депресији коју је Бек објавио 1967. године: „Когнитивна терапија је ушла на тржиште као корективни експериментални психолошки оквир и за њега самог и за његове пацијенте, као и за његове колеге психијатре.“

## Когнитивна терапија
Радећи са депресивним пацијентима, Бек је открио да су они доживљавали токове негативних мисли које су се чинило да се јављају спонтано. Ове когниције је назвао „аутоматским мислима“ и открио да се њихов садржај може поделити у три категорије: негативне идеје о себи, свету и будућности. Он је изјавио да су такве когниције међусобно повезане као когнитивна тријада. Ограничено време проведено у размишљању о аутоматским мислима навело би пацијенте да их третирају као валидне.
Бек је почео да помаже пацијентима да идентификују и процене ове мисли и открио је да су тиме пацијенти могли да размишљају реалније, што их је довело до тога да се емоционално осећају боље и да се понашају функционалније. Развио је кључне идеје у КБТ-у, објашњавајући да су различити поремећаји повезани са различитим типовима искривљеног размишљања. Искривљено размишљање негативно утиче на понашање особе без обзира на врсту поремећаја који је имала, открио је. Бек је објаснио да ће успешне интервенције едуковати особу да разуме и постане свесна свог искривљеног размишљања и како да се супротстави његовим ефектима. Открио је да честе негативне аутоматске мисли откривају основна уверења особе. Објаснио је да се основна уверења формирају током доживотних искустава; ми „осећамо“ да су та уверења истинита.
Од тада, Бек и његове колеге широм света истраживали су ефикасност овог облика психотерапије у лечењу широког спектра поремећаја, укључујући депресију, биполарни поремећај, поремећаје у исхрани, злоупотребу дрога, анксиозне поремећаје, поремећаје личности и многа друга медицинска стања са психолошким компонентама. Когнитивна терапија је такође успешно примењена код особа са шизофренијом. Такође се фокусирао на когнитивну терапију за шизофренију, гранични поремећај личности и за пацијенте који су имали поновљене покушаје самоубиства.
Беково недавно истраживање о лечењу шизофреније сугерисало је да су пацијенти за које се некада веровало да не реагују на лечење подложни позитивним променама. Чак и најтежи облици болести, попут оних који укључују дуге периоде хоспитализације, бизарно понашање, лошу личну хигијену, самоповређивање и агресивност, могу позитивно реаговати на модификовану верзију когнитивно-бихејвиоралне терапије.
Иако је Беков приступ понекад критикован као превише механистички, савремена когнитивно-бихеолошка терапија наглашава важност топлог и охрабрујућег терапеутског односа и прилагођавања третмана специфичним изазовима сваког појединца. Беков рад је представљен као далеко научнији и експериментално заснован развој од психоанализе (иако је мање редуктиван од бихевиоризма), Бекови кључни принципи нису нужно били засновани на општим налазима и моделима когнитивне психологије или неуронауке које су се развијале у то време, већ су изведени из личних клиничких запажања и интерпретација у његовој терапијској ординацији. И иако је развијено много когнитивних модела за различите менталне поремећаје и стотине студија о исходима ефикасности КБТ-а, релативно лако због уског, временски ограниченог и ручно заснованог начина лечења, много мање пажње је посвећено експерименталном доказивању наводно активних механизама; у неким случајевима предвиђене узрочне везе нису пронађене, као што је између дисфункционалних ставова и исхода.

## Организације
Бек је био укључен у истраживачке студије на Универзитету Пенсилваније и водио је двонедељне конференције случајева у Институту Бек за локалне психијатријске специјализанте, постдипломце и стручњаке за ментално здравље. Састајао се сваке две недеље са учесницима конференције и углавном је играо две до три улоге. Изабран је за члана Америчке академије уметности и наука 2007. године.
Бек је био оснивач и почасни председник непрофитне организације Беков институт за когнитивно-бихејвиоралну терапију и директор Истраживачког центра за психопатологију Арон Т. Бек, који је био матична организација Центра за лечење и превенцију самоубиства, сада познатог као Пен центар за превенцију самоубиства. Године 1986, био је гостујући научник на Универзитету у Оксфорду.
Био је професор меритус на Пенсилванији од 1992. године, и ванредни професор на Универзитету Темпл и Универзитету медицине и стоматологије у Њу Џерзију. Током свог боравка у Пенсилванији, био је пионир у развоју когнитивне терапије усмерене ка опоравку.

## Лични живот и смрт
Бек се оженио 1950. године часном Филис В. Бек (у пензији) и заједно су имали четворо деце: Роја, Џуди, Дена и Алис. Филис је била прва жена судија у апелационом суду Комонвелта Пенсилваније. Њихова најмлађа ћерка, Алис Бек Дубоу, је судија на истом суду, док је старија ћерка Џудит истакнута едукаторка и клиничарка у области когнитивно-бихеолошке терапије, која је написала основни текст у овој области и суоснивачица је непрофитног Института Бек. Напунио је 100 година 18. јула 2021. године, а преминуо је касније те године, 1. новембра, у сну у свом дому у Филаделфији.

## Упитници
Заједно са Бековим инвентаром депресије, Бек је развио Бекову скалу безнађа, Бекову скалу за суицидалне идеје, Беков инвентар анксиозности, Бекове инвентаре младих, Кларк-Беков инвентар опсесивно-компулзивних поремећаја, упитник о веровању у личност, скалу дисфункционалног става, скалу намере самоубиства, скалу социотропије-аутономије, скалу за процену когнитивне терапије, Бекову скалу когнитивног увида, упитник о задовољству терапијом и брзи скрининг за медицинске пацијенте.
Бек је сарађивао са психологињом Маријом Ковач на развоју Дечјег инвентара депресије, који је користио Беков инвентар депресије као образац.

## Одабране награде и признања
- Седма годишња Хајнцова награда за људско стање (1997)[2]
- Кател Џејмс Мекин признање за изузетан допринос психологији (1992)
- Награда Џозефа Зубинова за значајан рад у области психијатрије и неуронаука (1999)
- Гравемајерова награда Универзитета у Луисвилу за психологију (2004)[1]
- Ласкер-Дебејки награда за клиничка медицинска истраживања (2006)[53]
- Награда „Звоно наде“ (2010)[2]
- Награда Зигмунда Фројда за достигнућа у психоанализи (2010)[54]
- Награда за научни рад и истраживање (2010)[54]
- Награда Едвард Џ. Сачар за изузетна достигнућа у психијатрији (2011)[54]
- Награда принц Махидол у области медицине (2011)[54]
- Награда Кенедијеве заједнице за ментално здравље (2013)[54]

Бек је добио почасне дипломе Универзитета Јејл, Универзитета Пенсилваније, Универзитета Браун, Асампшн колеџа и Филаделфијског колеџа за остеопатску медицину.
Медскејп је 2017. године прогласио Бека четвртим најутицајнијим лекаром у прошлом веку. 

## Дела

### Одабране књиге
- Beck, A.T. (1967).  The diagnosis and management of depression. Philadelphia, PA: University of Pennsylvania Press. 1973. ISBN 978-0-8122-7674-9.
- Beck, A.T. (1972).  Depression: Causes and treatment. Philadelphia, PA: University of Pennsylvania Press. 1970. ISBN 978-0-8122-7652-7.
- Beck, A.T. (1975).  Cognitive therapy and the emotional disorders. Madison, CT: International Universities Press. 1976. ISBN 978-0-8236-0990-1.. Inc.
- Beck, A.T., Rush, A.J., Shaw, B.F., & Emery, G. (1979).  Cognitive therapy of depression. New York, NY: Guilford Press. 1979. ISBN 978-0-89862-000-9.
- Beck, A.T., Wright, F.D., Newman, C.F., & Liese, B.S. (1993). Newman, Cory F. (16. 1. 2001). Cognitive therapy of substance abuse. New York: Guilford Press. ISBN 978-1-57230-659-2.. Guilford Press.
- Beck, A.T. (1999).  Prisoners of hate: The cognitive basis of anger, hostility, and violence. New York, NY: HarperCollins Publishers. 1999. ISBN 978-0-06-019377-5.
- Newman, C., Leahy, R. L., Beck, A. T., Reilly-Harringon, N. A., Gyulai, L. (2002). Bipolar disorder: A cognitive therapy approach. Washington, DC: American Psychological Association. 2002. ISBN 978-1-55798-789-1.
- Beck, A.T., Freeman, A., & Davis, D.D. (2003).   Cognitive therapy of personality disorders. New York, NY: Guilford Press. 26. 9. 2003. ISBN 978-1-57230-856-5.
- Beck, A.T., Emery, G., & Greenberg, R.L. (2005).  Anxiety disorders and phobias: A cognitive perspective. New York, NY: Basic Books. 29. 6. 2005. ISBN 978-0-465-00587-1.
- Beck, A.T., Rector, N.A., Stolar, N., & Grant, P. (2008).  Schizophrenia: Cognitive theory, research, and therapy. New York, NY: Guilford Press. 29. 10. 2008. ISBN 978-1-60623-018-3.
- Aaron t. Beck, M. D.; Alford, Brad A. (25. 3. 2009). Depression: Causes and Treatment. Philadelphia: University of Pennsylvania Press. ISBN 978-0-8122-1964-7.

### Одабрани чланци
- Beck, Aaron T.; Haigh, Emily A.P. (2014). „Advances in Cognitive Theory and Therapy: The Generic Cognitive Model”. Annual Review of Clinical Psychology. 10: 1—24. PMID 24387236. doi:10.1146/annurev-clinpsy-032813-153734.doi:„10.1146/annurev-clinpsy-032813-153734”. PMID 24387236. doi:10.1146/annurev-clinpsy-032813-153734.
- Beck, Aaron T.; Bredemeier, Keith (2016). „A Unified Model of Depression”. Clinical Psychological Science. 4 (4): 596—619. doi:10.1177/2167702616628523.doi:„10.1177/2167702616628523”. doi:10.1177/2167702616628523.
- Beck, Aaron T. (2019). „A 60-Year Evolution of Cognitive Theory and Therapy”. Perspectives on Psychological Science. 14 (1): 16—20. PMID 30799751. doi:10.1177/1745691618804187.doi:„10.1177/1745691618804187”. doi:10.1177/1745691618804187.